# Корф, Николай Андреевич (1710)
Барон Николай Андреевич Корф (7 [18] мая 1710 — 24 апреля [5 мая] 1766) — генерал-аншеф, действительный камергер, сенатор, наместник Восточной Пруссии, генерал-полицмейстер Санкт-Петербурга.

## Биография

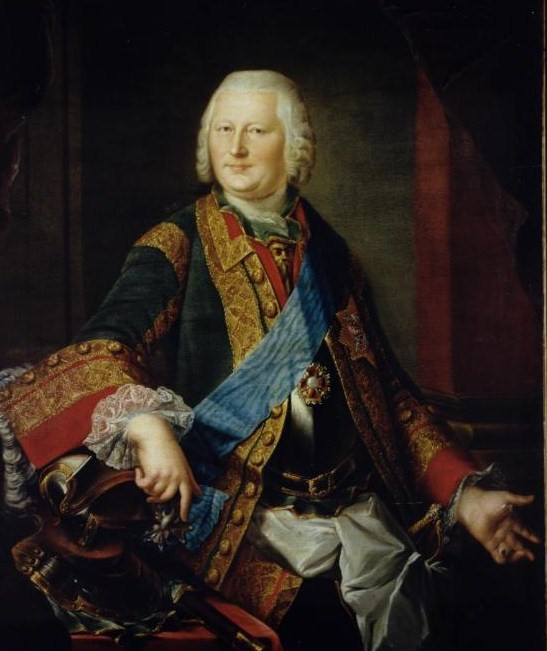
Г. Бухгольц. Портрет Н. А. Корфа, 1750-е гг.

Происходил из остзейского баронского рода, родился в имении Прекульн в Курляндии. До 1740 года, подобно многим своим соотечественникам, юный Корф находился на службе российской императрицы Анны Иоанновны. К тридцатилетнему возрасту он дослужился до звания премьер-майора в кавалерийском Копорском полку и даже породнился с царствующей династией, женившись на племяннице Екатерины I.
Благодаря этому при императрице Елизавете он стал быстро продвигаться по службе. Немедленно по воцарении Елизаветы Петровны он был отправлен в Киль, чтобы привезти оттуда племянника императрицы герцога Карла-Петера-Ульриха, впоследствии императора Петра Фёдоровича. 5 февраля 1742 года Корф благополучно прибыл с юным герцогом и в тот же день был пожалован действительным камергером. В ноябре того же года он ездил в Швецию, с поздравлением к вновь избранному наследнику шведского престола Адольфу Фридриху. Его избрание очень порадовало императрицу, так как обеспечивало со стороны Швеции признание Петра Федоровича наследником России.
15 июля 1744 года Корфу пожалован был орден Святого Александра Невского и опять поручено было «дело государственной важности», которое могло быть доверено лишь человеку безусловно верному и близкому — перевезти Брауншвейгскую фамилию из Раненбурга в Соловецкий монастырь. В начале сентября Корф вывез с места тогдашнего заключения все это несчастное семейство, причем бывшего императора, Иоанна Антоновича, вёз все время под своим непосредственным надзором. Доехав с узниками в Холмогоры, он оставил их тут и по его представлению решено было на Соловецкие острова их не перевозить. Корф за исполнение этого поручения пожалован был сенатором.
Благодаря протекции свояка Воронцова 30 марта 1758 года Корф был, уже в чине генерал-поручика, назначен генерал-губернатором кёнигсбергским и в этом звании управлял занятыми в ходе Семилетней войны прусскими областями.

C должностью сей сопряжено было управление всем королевством Прусским, хотя, впрочем, был он к тому не слишком способен и дарования его были столь незнамениты, что он хотя всю свою жизнь в России препроводил и до старости дожил, но не умел и тогда ещё не только писать по-русски, но ниже подписывать своё имя, а подписывал оное всегда по-немецки.— А. Болотов
В конце 1760 года Корф был переведён в Санкт-Петербург генерал-полицеймейстером. В его губернаторство была организована Комиссия о каменном строении Санкт-Петербурга и Москвы, достроен Зимний дворец, начато возведение церкви Иконы Владимирской Божией Матери, стали одеваться в гранит набережные Мойки и Екатерининского канала. Учреждены пикеты для прекращения пьянства, ссор и драк. По инициативе Корфа собраны пожертвования, на которые созданы больница для чернорабочих и дом призрения убогих.
С воцарением императора Петра III он был сделан полным генералом, получил орден Св. Андрея Первозванного, 20 февраля 1762 года сделан подполковником лейб-кирасирского полка, полковником которого был сам император. 21 марта 1762 года он был сделан «главным директором над всеми полициями», с подчинением одному только императору, и ему поручено представить соображения о реорганизации полицейского управления в городах империи.
В то время, когда поведение Петра Фёдоровича начало вызывать недовольство гвардейцев, Корф держался очень осторожно; рассказы Болотова, который был в это время при нём адъютантом, дают все основания думать, что Корф если не знал о готовившемся перевороте, то вполне понимал его неизбежность; со своей стороны он ничего не сделал, чтобы раскрыть что-либо. 28 июня, при первом же движении в Петербурге, он немедленно стал на сторону императрицы и был в числе особ, охранению которых поручен был великий князь Павел Петрович на время отсутствия императрицы, выступившей с гвардией в Петергоф.
21 июля 1762 года, когда императрица выехала в Москву, Корф был в числе других пяти сенаторов оставлен в Петербурге, в конторе Сената, — Сенат же в полном составе последовал за императрицей в Москву. До конца жизни Корф сохранил своё звание главного директора над полициями и пользовался доверием императрицы Екатерины.
Скончался 24 апреля [5 мая] 1766 года в Санкт-Петербурге. В феврале 1767 года похоронен в часовне при церкви Св. Духа в Бауске. В 1820 году перезахоронен в алтарной части храма, сохранилась надгробная плита.

## Семья
От первого брака со вдовою Бодиско имел сына, который умер в младенчестве, вторая жена — графиня Екатерина Карловна Скавронская, дочь графа Карла Самуиловича Скавронского, родного брата императрицы Екатерины I; статс-дама императрицы Елизаветы Петровны. Умерла 22 февраля 1757 года; похоронена в Благовещенской церкви Александро-Невской лавры. От второго брака детей не было.